# Lumières (philosophie)
Pour les articles homonymes, voir Lumière (homonymie).

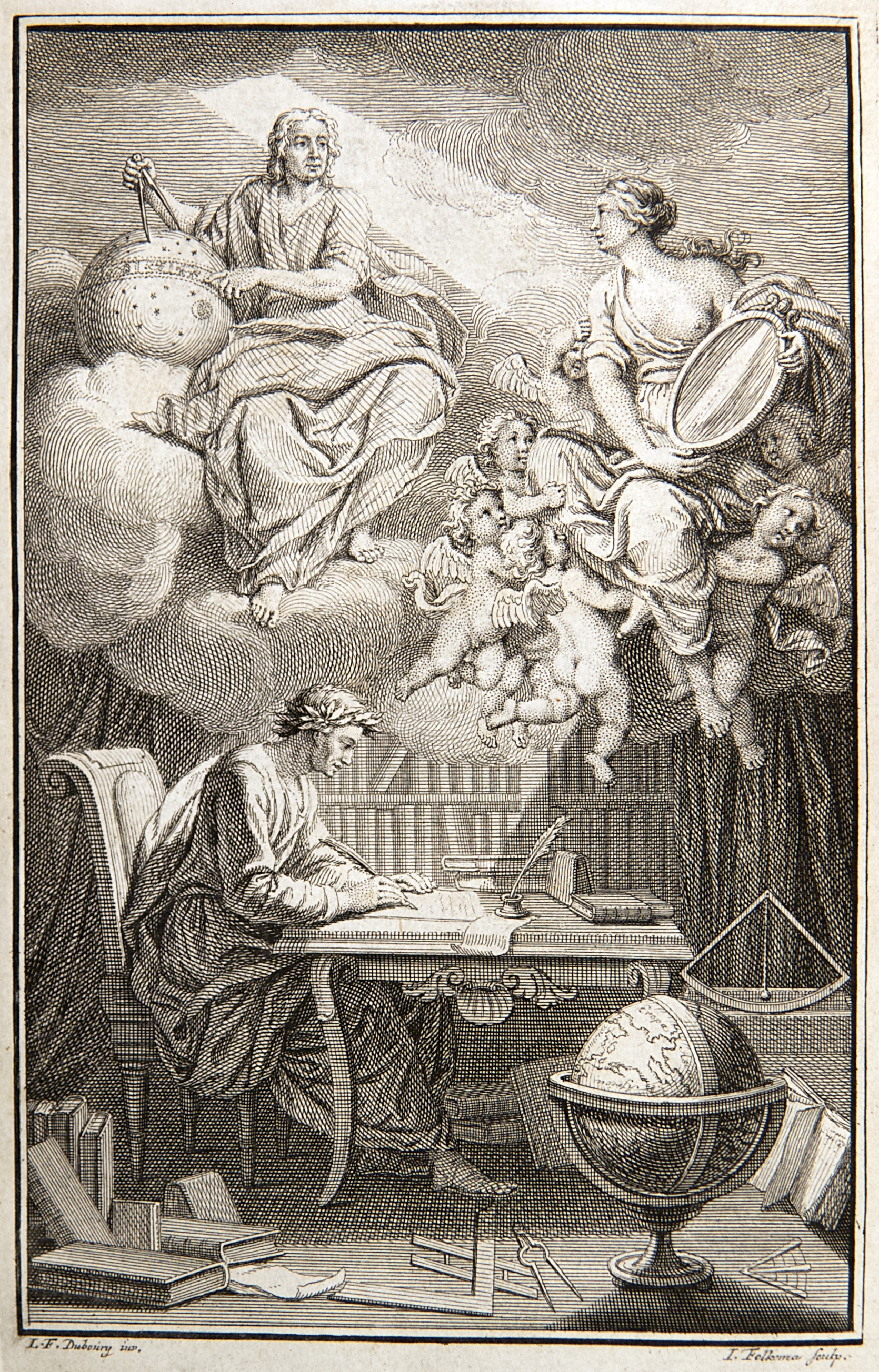
Image de couverture de l'interprétation par Voltaire de l'œuvre d'Isaac Newton, Éléments de la philosophie de Newton, mis à la portée de tout le monde (1738). Le manuscrit du philosophe assis, qui traduit l'œuvre de Newton, semble « éclairé » par une « lumière » quasi-divine venant de Newton lui-même, lumière réfléchie par le miroir tenu par une muse, en réalité la traductrice de l'œuvre de Newton, Émilie du Châtelet, maîtresse de Voltaire.

Les Lumières sont un courant de pensée européen philosophique, littéraire et intellectuel qui émerge dans la seconde moitié du XVIIe siècle, influencé par des philosophes comme Descartes, Spinoza, Locke, Bayle et Newton, avant de se développer dans toute l'Europe, notamment en France, au XVIIIe siècle. Par extension, on a donné à cette période le nom de siècle des Lumières.
Par leur engagement contre les oppressions religieuses et politiques, les membres de ce mouvement se voyaient comme une élite avancée œuvrant pour un progrès du monde. Combattant l’irrationnel, l’arbitraire, l’obscurantisme et la « superstition » des siècles passés, ils ont procédé au renouvellement du savoir, de l’éthique et de l’esthétique de leur temps. L’influence de leurs écrits a été déterminante dans les grands événements de la fin du XVIIIe siècle que sont la Déclaration d'indépendance des États-Unis et la Révolution française.
Le mouvement de renouveau intellectuel et culturel des Lumières reste, au sens strict, européen avant tout, et il découle presque exclusivement d’un contexte spécifique de maturation des idées héritées de la Renaissance. La pensée des Lumières s’est étendue à l’Europe, quoique la traduction de ce terme dans les autres langues européennes ait toujours privilégié l'idée d'une « illumination » provenant de l’extérieur, alors que le terme français privilégie le fait que les Lumières viennent de soi-même. De manière très générale, sur les plans scientifique et philosophique, les Lumières voient le triomphe de la raison sur la foi et la croyance ; sur les plans politique et économique, le triomphe de la bourgeoisie sur la noblesse et le clergé.

## Universalité: antécédents et sources
Selon Tzvetan Todorov, même si les Lumières sont identifiées à l'Europe, plusieurs de ses idées fondamentales sont apparues à des époques antérieures et dans d'autres continents. On trouve ainsi un sentiment de bienveillance universelle chez l'empereur indien Asoka au IIIe siècle av. J.-C.. En Chine, le confucianisme « pose comme but le perfectionnement de la personne par l'éducation et le travail ». Dans le monde arabe du IXe siècle, le médecin Al Razi prônait le développement d'un « savoir strictement humain, puisé dans l'expérience et encadré par la seule raison ». En 1615, le penseur africain Ahmed Baba a écrit à Tombouctou un traité sur l'égalité des races. Pour Todorov, « Ces développements multiples témoignent de l'universalité des idées des Lumières ».
Pour l'anthropologue David Graeber, le mouvement aurait été inspiré, dans sa philosophie politique, par les récits de pirates. Il en veut pour exemple que le fonctionnement démocratique qui prévalait à bord des navires (élection du capitaine notamment) était l'une des seules sources d'inspiration alors possible d'un autre mode de gouvernance à l'époque. Il pointe l'influence de certains récit pirates populaires de l'époque, des voyages réalisés et retranscrits, ainsi que les supposées utopies pirates, imaginaires ou non (dont Libertalia), qui étaient selon lui amplement débattus et commentés dans les villes portuaires et dans les centres intellectuels du pays. Ces derniers ont selon lui sûrement atteint et influencé des philosophes comme Rousseau, Voltaire ou Montesquieu et inspiré leur philosophie politique. Il est cependant important de mentionner qu'il n'existe pas de consensus d'experts à ce sujet. Graeber pointe également la responsabilité des femmes dans la formation du mouvement, qui étaient les principales organisatrices des salons littéraires dans lesquels les idées étaient débattues, construites et influencées, déplorant leur invisibilisation.
Les récits de voyageurs témoignant de l'organisation politique des autochtones d'Amérique ont aussi joué un rôle selon Graeber et Wengrow, notamment le livre Dialogues avec un sauvage (1703), dans lequel le baron de Lahontan (Louis-Armand de Lom d'Arce) relate de longues discussions qu'il a eues avec Adario (Kondiaronk) grand chef wendat qui tente de démontrer la supériorité de sa société par rapport à la société européenne. Les idées de liberté et d’égalité promues par Adario auront une grande influence sur les penseurs des Lumières et Rousseau pourrait s'en être inspiré pour sa conception du « bon sauvage ».

## Thématiques de la philosophie des Lumières

### Révolution dans les sciences et programme politique de la philosophie des Lumières

#### Révolution galiléo-copernicienne et modernité philosophique

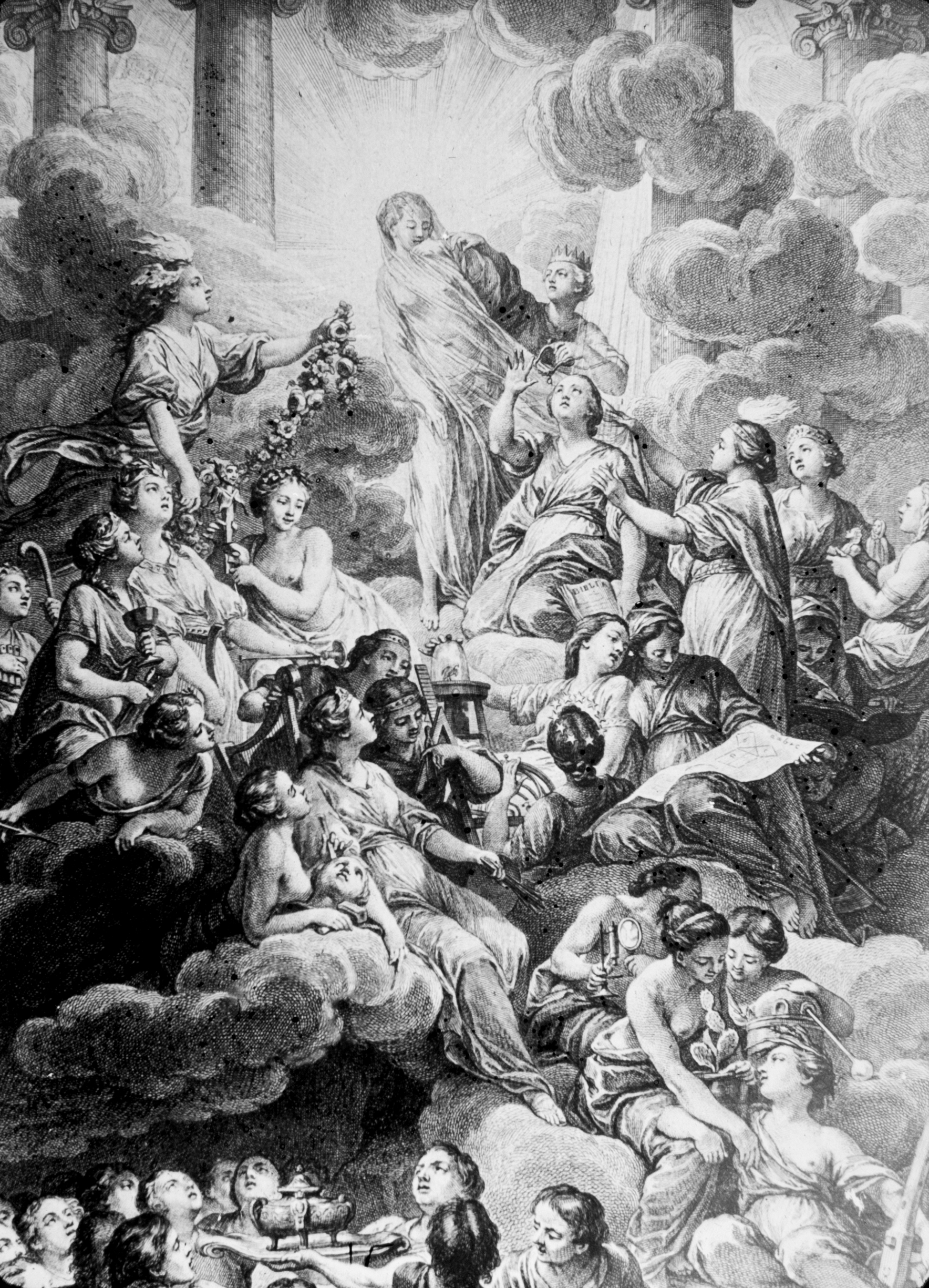
Fragment du frontispice de l’Encyclopédie de Diderot et D’Alembert : on y voit la Vérité rayonnante de lumière ; à droite, la Raison et la Philosophie lui arrachent son voile (peint par Charles Nicolas Cochin et gravé par Benoît-Louis Prévost en 1772.

Le mouvement des Lumières prend en partie son origine dans la défense de l'héliocentrisme par Nicolas Copernic au XVIe siècle, peu diffusées de son vivant, puis surtout dans les théories physiques de Galileo Galilei (1564-1642). La physique d'Aristote est abandonnée au profit d'une nouvelle science mécanique fondée sur le principe d'inertie et une nouvelle philosophie s'élabore conjointement avec elle. L'Église se voit critiquée pour son enseignement du géocentrisme et sa défense plus générale d'Aristote. René Descartes joue un rôle de premier plan dans cette réforme de la philosophie, il élabore notamment une métaphysique et une méthode nouvelle dans le but de remplacer l'aristotélisme. Cette philosophie nouvelle se donne pour objectif de rechercher des premiers principes certains - tel le cogito - à partir desquels la raison pourrait déduire l'ensemble des connaissances humaines, aussi bien les principes de la physique que l'existence de Dieu. L'autorité est rejetée par Descartes comme justification des connaissances : la raison est universelle, chaque personne peut en faire usage pour juger correctement par soi-même. Gottfried Wilhelm Leibniz (1646-1716) s'inscrit dans la postérité de Descartes, reprenant ce projet rationaliste, et faisant progresser la physique par l'invention du calcul infinitésimal.
En réaction au rationalisme des cartésiens, les philosophes britanniques comme Thomas Hobbes, John Locke, puis David Hume, défendirent l'empirisme : les connaissances proviennent des sens et l’expérience plutôt que de la raison pure. Elles sont ainsi faillibles. Il n'y a pas lieu de chercher un premier principe à partir duquel fonder avec certitude toute la connaissance. En particulier, l'existence de Dieu ne peut se prouver rationnellement. Elle relève de la croyance et non du savoir.
Baruch Spinoza prit parti pour Descartes, surtout dans son Éthique. Il reprend de Descartes sa preuve ontologique de l'existence de Dieu. Il se démarqua pourtant de son aîné dans son Traité de la réforme de l'entendement (Tractatus intellectus amendatione), où il montra que le processus de perception engage non seulement la raison, mais aussi les sens et l’intuition. La conception de Spinoza était centrée sur une vision de l’Univers où Dieu et la Nature ne font qu’un. Cette idée deviendra centrale au siècle des Lumières, depuis Isaac Newton (1642-1727) jusqu’à Thomas Jefferson (1743-1826).
Un changement notable fut entre autres l’émergence de la philosophie naturaliste à travers toute l’Europe, incarnée par Isaac Newton. Ses idées, sa réussite indéniable à confronter et assembler les preuves axiomatiques et les observations physiques en un système cohérent, source de prédictions, donnèrent le ton de tout ce qui allait suivre son exemplaire Philosophiae Naturalis Principia Mathematica (1687). Pour montrer le progrès entre l’Âge de la Raison et le mouvement des Lumières, l’exemple de Newton reste en effet indépassable, en ce que le scientifique utilisa des faits observés empiriquement, comme la dynamique des planètes de Johannes Kepler ou l’optique, pour construire une théorie sous-jacente expliquant ces faits a priori : la théorie de la gravitation universelle. Ce mouvement correspond à l’unification d’un pur empirisme, comme celui de Francis Bacon et de l’approche axiomatique de Descartes (1596-1650).
La croyance en un monde intelligible ordonné par le dieu chrétien a représenté le plus fort élan du questionnement philosophique sur la connaissance. D’un côté, la philosophie religieuse se concentrait sur la piété, la toute-puissance et le mystère de la nature ultime de Dieu ; de l’autre, des idées telles que le déisme soulignaient que le monde était visiblement compréhensible par la raison humaine et que les lois le gouvernant l’étaient tout autant. L’image de Dieu comme « Grand Horloger » pénétra alors les esprits, tandis que les observateurs du monde prenaient conscience que ce dernier semblait bel et bien parfaitement ordonné et que, dans le même temps, on réalisait des machines de plus en plus sophistiquées et précises. À cet égard, il est intéressant de souligner la critique de cette théologie naturelle portée par Buffon, le naturaliste du XVIIIe siècle, dans son œuvre monumentale Histoire naturelle. Buffon rejette l'attitude qui consiste à attribuer à l’intervention divine, surnaturelle, ce que la science ne sait pas – pas encore – expliquer. Cette critique lui valut d’affronter la Sorbonne qui, dominée par l’Église catholique, n’eut de cesse que de vouloir le censurer. En 1751, il est ainsi sommé de se rétracter sur « des propositions contraires à la croyance de l’Église », pour avoir proposé un âge de 74 000 ans à la Terre, quand on admet alors le récit biblique comme vérité scientifique et la datation de notre planète à environ 6 000 ans. Hostile par ailleurs au système de classification de son contemporain suédois Linné, il n’est pas loin de penser que l’ordre n’existe pas dans la nature.

#### Promotion de la liberté individuelle
La philosophie naturelle a entraîné l'apparition d'une nouvelle philosophie politique promouvant la liberté individuelle comme valeur suprême. Si le sujet peut expliquer rationnellement le monde en découvrant les lois de la nature établies par Dieu, pourquoi ne peut-il pas également comprendre ses droits individuels en découvrant le droit naturel établi par Dieu ? C'est le développement de l'individualisme : chaque personne dispose de droits fondamentaux en vertu de la nature humaine (droits humains) que chacun peut comprendre et connaître. Le droit ne peut se fonder sur la tradition seule. On parle alors d’avènement du sujet pensant, il peut décider par son raisonnement propre et non plus sous le seul joug des us et coutumes. Ainsi, John Locke rédigea ses deux Traités du gouvernement civil dans lesquels il avance que le droit de propriété n’est pas familial, mais totalement individuel et légitimé par le travail consacré au terrain concerné, ainsi que de sa protection face à autrui. Une fois l’idée émise qu’il y avait des lois naturelles et des droits naturels, il devenait possible de s’aventurer dans les domaines nouveaux qu’on appelle maintenant l’économie et la politique.
Dans son essai Was ist Aufklärung?, Emmanuel Kant donne des Lumières la définition suivante : « Les Lumières c’est la sortie de l’homme hors de l’état de tutelle dont il est lui-même responsable. L’état de tutelle est l’incapacité de se servir de son entendement sans la conduite d’un autre. On est soi-même responsable de cet état de tutelle quand la cause tient non pas à une insuffisance de l’entendement mais à une insuffisance de la résolution et du courage de s’en servir sans la conduite d’un autre. Sapere aude ! Aie le courage de te servir de ton propre entendement ! Telle est la devise des Lumières ».
Les Lumières se basent donc sur l'explication du monde par la raison, exigeant de l’homme l’établissement d’une connaissance rationnelle et organisée. Cela commence par l’idée que les lois gouvernent aussi bien les cieux que les affaires humaines, et que le pouvoir du Prince émane de la loi et non l’inverse. La conception de la loi en tant que contrat social théorisée par Jean-Jacques Rousseau comme relation réciproque entre les hommes, plutôt qu’entre les familles ou des groupes, devint de plus en plus remarquable, accompagnée du souci de la liberté individuelle comme réalité imprescriptible – le seul droit tiré de Dieu. Le mouvement des Lumières conçut donc l'idée moderne de liberté, telle qu’on la connaît toujours aujourd’hui : chaque individu est en capacité et a le droit de décider par lui-même de ce qui est bon pour lui, liberté que doit garantir l’État. Cette recherche aboutit, en France, à la formulation des droits de l'homme, qui trouve son expression dans la déclaration des droits de l'homme et du citoyen de 1789, qui influencera largement les déclarations de droits lors des siècles suivants, et entraînera dans son sillage des bouleversements politiques dans le monde entier. Tant en France qu'aux États-Unis, les libertés d'opinion, de religion, de pensée, d'expression tiennent une place fondamentale.
Pour comprendre quels changements interviennent réellement entre « l’Âge de Raison » et le « mouvement des Lumières », la comparaison entre la philosophie de Thomas Hobbes et celle de John Locke est une bonne approche. Hobbes, qui traverse les trois quarts du XVIIe siècle, a entrepris de classer de façon systématique les émotions humaines, ce qui l’amena à construire un système rigide garantissant par coercition la stabilité du chaos primaire – qui est la source de son travail (voir le Léviathan). À l’inverse, Locke voit en la Nature la source de l’unité et de tous les droits, que l’État doit s’assurer de reprendre et de protéger, non pas d’étouffer. Ainsi, la « révolution » culturelle entre les deux siècles fait intervenir la relation de l’homme à la Nature.

### Valeurs et représentations sociales des Lumières

Jean-Jacques Rousseau.

#### Changement de représentation
Les valeurs essentielles défendues par les hommes des Lumières dans toute l’Europe sont la tolérance, la liberté et l’égalité. Ces valeurs débouchent, en Angleterre, en Amérique et en France, sur la définition de nouveaux droits naturels et sur une séparation des pouvoirs politiques. À ces valeurs s'ajoutent le goût de la Nature et le culte de la Raison.

« Aujourd’hui nous recevons trois éducations différentes ou contraires : celles de nos pères, celles de nos maîtres, celle du monde. Ce qu’on nous dit dans la dernière renverse toutes les idées des premières. »

— Montesquieu
L'étude des articles d'astronomie de l'Encyclopédie de Diderot et d'Alembert montre que c'est une représentation héliocentrique et une philosophie mécaniste qui assurent la cohérence de l'ouvrage et imprègnent l'esprit des Lumières.

#### Idéal du philosophe
La figure idéale des Lumières est le philosophe, homme de lettres avec une fonction sociale qui exerce sa raison dans tous les domaines pour guider les consciences, prôner une échelle de valeurs et militer dans les problèmes d’actualité. C’est un intellectuel engagé qui intervient dans la société, un « honnête homme qui agit en tout par raison » (Encyclopédie), « qui s’occupe à démasquer des erreurs » (Diderot).
Le rationalisme des Lumières n’exclut en aucun cas la sensibilité. Raison et sentiment dialoguent au sein même de la philosophie des Lumières. Les penseurs des Lumières peuvent être capables de rigueur intellectuelle mais aussi de sensibilité.

#### Idéal encyclopédique: tout connaître
Cette époque cultive un goût particulièrement prononcé pour les écrits totalisants qui rassemblent l’ensemble des connaissances de leur temps, les bilans généraux du savoir. Cet idéal va trouver sa réalisation dans l'Encyclopédie de Diderot et D’Alembert, publiée entre 1751 et 1772, dont le but était de sortir le peuple de l’ignorance par une diffusion très large du savoir.

### Critique de l’organisation sociale
Le mouvement des Lumières est, sur toute sa durée, le substrat de deux pressions sociologiques antagonistes : d’une part, une forte spiritualité accompagnée d’une foi traditionaliste en la religion et l’Église ; d’autre part, la montée d’un mouvement anticlérical critiquant les divergences entre théorie religieuse et pratique, qui s’est surtout manifesté en France.
L’anticléricalisme ne fut pas la seule source de tension en France : certains nobles contestaient le pouvoir monarchique et la haute bourgeoisie souhaitait bénéficier des fruits de ses efforts. La libéralisation des mœurs engendrait la contestation de l’absolutisme et de l’ordre ancien. Le courant janséniste en France fut aussi, selon Dale K. Van Kley, une source de division.
Le système judiciaire se révélait archaïque. Même si le droit du commerce avait été codifié au XVIIe siècle, le droit civil n’était pas unifié ni codifié.
Tel est l’arrière-plan social et juridique dans lequel s’exerce la critique et se développe la contestation, qu’un auteur comme Voltaire a pu incarner.
Exilé en Angleterre entre 1726 et 1729, il y étudie les travaux de John Locke, Isaac Newton et la monarchie anglaise. Il se rend populaire par sa dénonciation des injustices (affaires Calas, Sirven, de La Barre, Lally-Tollendal). Le milieu du XVIIIe siècle correspond à l’apogée de la philosophie des Lumières.
Pour Voltaire, il est clair que si le Prince obtient du peuple qu’il croie en des choses déraisonnables, alors ce peuple fera des choses déraisonnables. Ce constat simple a introduit ce qui devait être la principale critique faite aux Lumières, et que devait formuler la pensée romantique : la construction raisonnable crée autant de problèmes qu’elle en résout.
Selon les philosophes des Lumières, le point crucial du progrès intellectuel consistait en la synthèse de la connaissance, éclairée par la raison humaine, afin de créer une autorité morale qui serait seule souveraine. Le point de vue contraire se développa, mettant en avant le fait que de façon intrinsèque, ce processus serait corrompu par le poids des conventions sociales, montrant ainsi la « nouvelle vérité » raisonnable comme une mauvaise imitation de la Vérité immanente et insaisissable.
Le mouvement des Lumières trouva alors un certain équilibre, entre l’appel à la liberté « naturelle » et la liberté de cette liberté, c’est-à-dire la reconnaissance d’une autonomie de la Nature face à la raison. Correspondent à ce stade les réformes de plusieurs monarchies, par l’intermédiaire de lois nouvelles allant dans le sens des sujets et d’une réorganisation parcellaire de la société. L’idée d’un ordre éclairé entre également dans la pensée scientifique avec, par exemple, le travail du biologiste Carl von Linné.

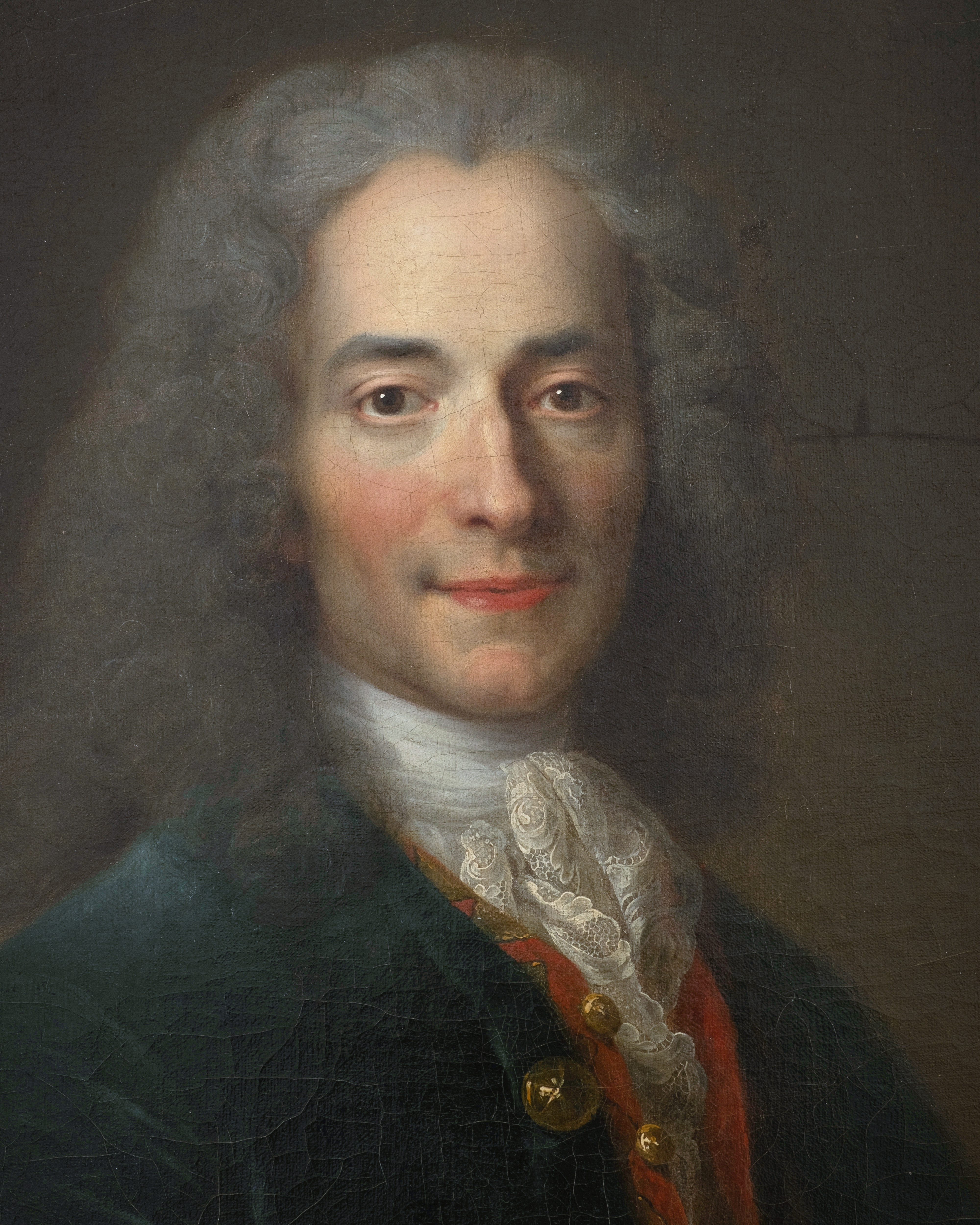
Voltaire

En Allemagne, Emmanuel Kant se montra critique à la fois par rapport aux prétentions de la Raison (Critique de la raison pure), mais aussi à celles de l’empirisme anglais (Critique de la raison pratique). Par rapport à la métaphysique très subjective de Descartes, le philosophe allemand souhaita développer une vision plus objective de cette branche de la philosophie.
Les grands penseurs de la fin du mouvement des Lumières (Adam Smith, Thomas Jefferson ou encore le jeune Goethe) adoptèrent dans leurs pensées le schème, dérivé d’une métaphore biologique, des forces d’auto-organisation et d’évolution. L’achèvement des Lumières est alors pressenti, avec le constat suivant : le Bien est le fondement de la Nature, mais celle-ci n’est pas ordonnée par elle-même. Bien au contraire, c’est la raison et la maturité humaine qui doivent en trouver la constante structure, en retirer la stabilité naturelle. Le romantisme en prendra le contre-pied parfait.

### Sensibilité des Lumières
« D’une façon générale, la sensibilité des Lumières porte à une sentimentalité morale : le temps de l’ironie voltairienne passé, on veut s’apitoyer, avec Rousseau (la Nouvelle Héloïse, 1761) et les tableaux de Greuze, chercher le beau et le bon éternels. Plus le siècle s’avance, plus la littérature et l’art répudient la gratuité des formes, la légèreté, regardées comme aristocratiques et mondaines, pour aller vers le sérieux, l’authentique et le naturel, c'est-à-dire vers ce qui est conforme à la morale utilitaire du public bourgeois d’où le goût croissant pour le néoclassicisme, qui met en avant l’antique, non pas l’antique allégorique de l’époque classique mais un antique historique plus sobre, à la façon du peintre David ».

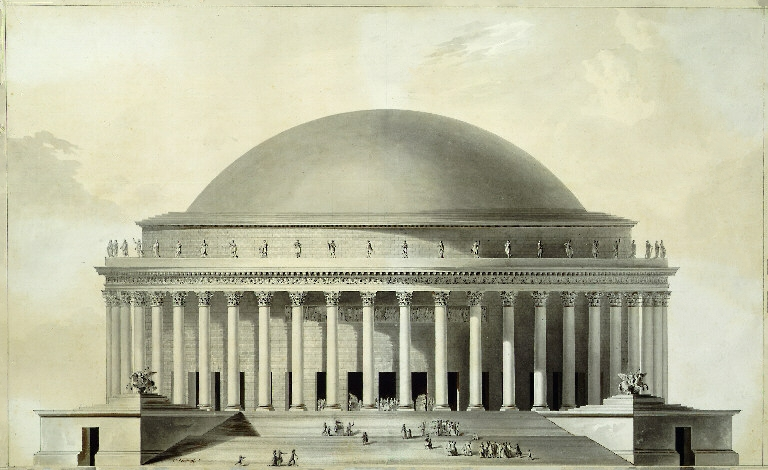
Projet de reconstruction de l’Opéra de Paris d’Étienne-Louis Boullée, 1781

Ceci se traduit dans les réflexions sur l'urbanisme. La ville des Lumières est le fruit des efforts conjoints des pouvoirs publics et des architectes soucieux de réaliser des bâtiments administratifs ou utiles (hôtels de ville, hôpitaux, théâtres, intendances) tout en aménageant des perspectives, des places, fontaines, promenades… L'Académie royale d'architecture reste un des centres de la réflexion sur la théorie : pour elle, le beau est ce qui plait. Pour l'abbé Laugier, au contraire, ce qui est beau est conforme à la raison. Le modèle naturel de toute architecture est la cabane primitive soutenue par quatre troncs d'arbre, avec quatre parties horizontales et un toit qui deviennent respectivement colonnes, entablements, frontons. Le modèle du temple grec se répand alors jusque dans le décor et le mobilier. Ce paradigme se traduit par un changement de style au milieu du siècle : le rococo est abandonné, la Grèce antique et Palladio deviennent les principales références du style néo-classique.
L’université de Virginie, inscrite au patrimoine mondial de l’Humanité défini par l’UNESCO, a été fondée par Thomas Jefferson sur le projet de son ami, Du Pont de Nemours, philosophe français émigré. Ce dernier dessina les plans d’une partie du campus en suivant les valeurs des Lumières.
La place Stanislas de Nancy est le cœur d’un ensemble urbanistique classique, inscrite depuis 1983 sur la liste du patrimoine mondial de l’UNESCO, ainsi que d’autres places de cette ville comme la place de la Carrière et la place d’Alliance, autour desquelles s’articulent administrations et services de l’époque.
Claude Nicolas Ledoux (1736-1806), membre de l'Académie d'architecture est sans doute l’architecte dont les projets incarnent le mieux l’utopie d’un habitat totalement rationnel. Il dirige, à partir de 1775, l’édification de la Saline royale d'Arc-et-Senans, dans le Doubs, véritable cité usinière.

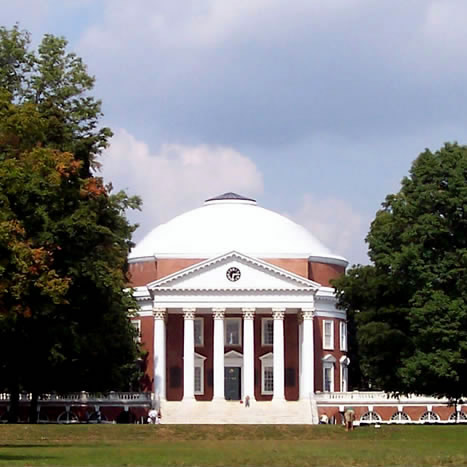
La Rotonde de l’université de Virginie, dessinée par Thomas Jefferson.

Les Lumières n’ont touché que les élites aristocratiques et les fractions montantes des bourgeoisies.
L’écho, dans ces milieux dominants, est certes considérable en Angleterre et en France, mais plus restreint en Allemagne et en Italie ; le public éclairé est très peu nombreux en Espagne ou en Russie, où seuls quelques intellectuels, hauts fonctionnaires et grandes familles participent au mouvement. Le peuple, lui, n’est pas touché : l’immense majorité des paysans, même français, n’a jamais entendu parler de Voltaire ou de Rousseau.
Malgré tout, les Lumières ont ébranlé les certitudes anciennes. Et l’ébranlement ne s’est pas arrêté aux portes du social et du politique : les Lumières ont inspiré la génération révolutionnaire. Ce qui ne signifie nullement qu’elles aient consciemment appelé de leurs vœux la Révolution de 1789.

### Attitudes face à l'esclavage

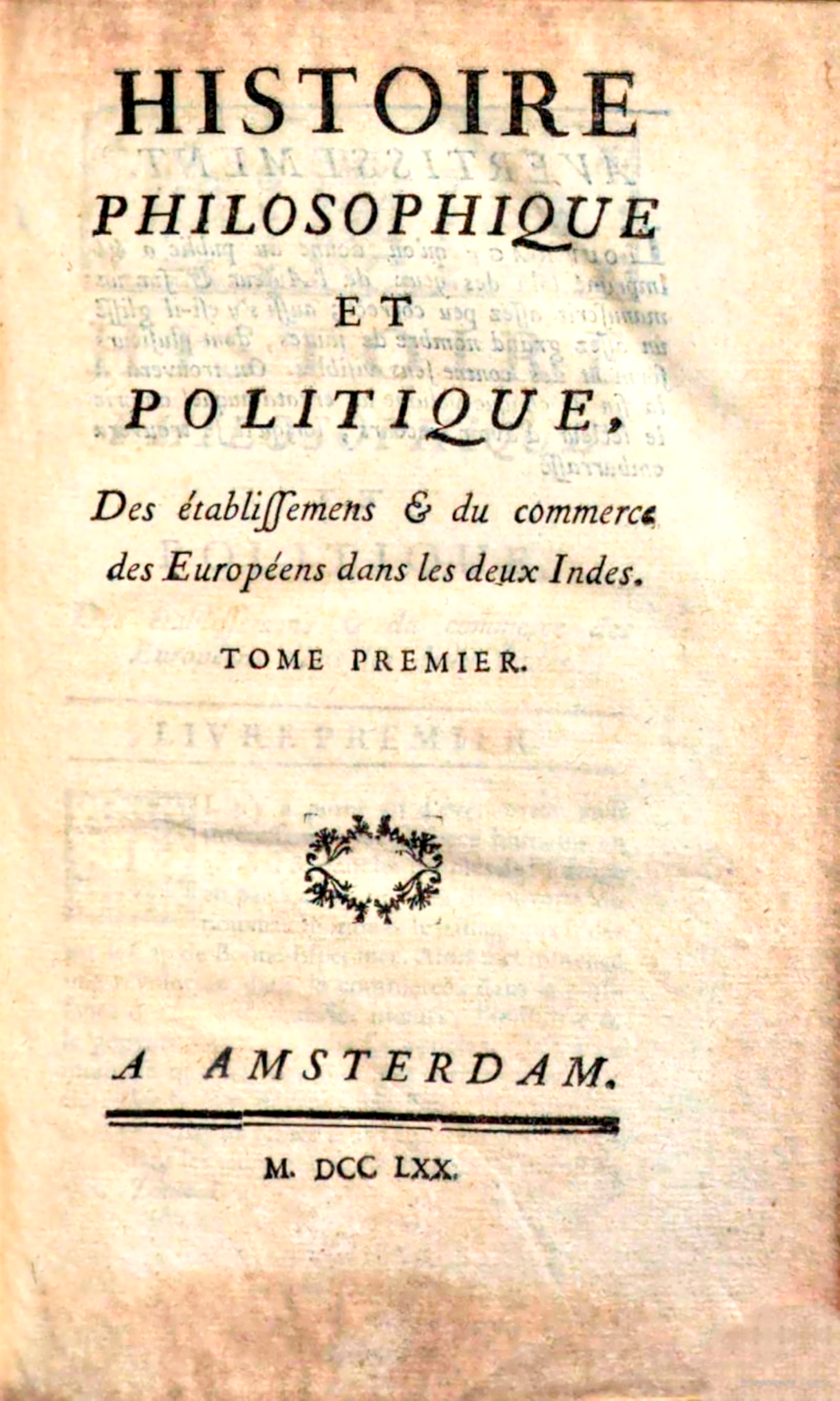
L’Histoire des deux Indes de l’abbé Raynal, considérée comme l'encyclopédie de l’anticolonialisme au XVIIIe siècle

Les Lumières étaient dévoués haut et fort à la liberté humaine et au bonheur humain. Par exemple, il est bien connu que Montesquieu a fortement critiqué le despotisme dans son chef-d’œuvre De l'esprit des lois. Les premiers mots de la grande œuvre de Rousseau, Du contrat social, sont : « L’homme est né libre ». C’était donc difficile philosophiquement d’exclure certains peuples de la liberté et du bonheur à cause de la race. Par conséquent, beaucoup des Lumières ont dénoncé l’esclavage des noirs. Montesquieu a affirmé que l’esclavage « n’est pas bon par sa nature ; il n’est utile ni au maître ni à l’esclave ». De plus, dans son conte classique Candide, Voltaire a inclus une rencontre du héros éponyme avec « un nègre étendu par terre, n’ayant plus que la moitié de son habit » et manquant « la jambe gauche et la main droite ». Ce pauvre homme explique que ses souffrances sont le résultat de son travail aux sucreries et dit d’une façon frappante que « C’est à ce prix que vous mangez du sucre en Europe ». Le marquis de Condorcet a même écrit un ouvrage complet contre l’esclavage, sous le titre Réflexions sur l'esclavage des nègres.
Cependant, il y avait de l’ambiguïté sur ce point dans les écrits des Lumières, ce qui a provoqué de la controverse. Par exemple, on peut trouver dans l’Encyclopédie, véritable bible de l’époque des Lumières, des approches et pour et contre l’esclavage : le chevalier de Jaucourt a dénoncé l’esclavage dans son article « Traite des nègres » mais Jean-Baptiste-Pierre Le Romain a défendu cette institution dans son article « Nègres, considérés comme esclaves dans les colonies de l’Amérique ». D’une façon similaire, l'Histoire philosophique et politique des établissements et du commerce des Européens dans les deux Indes, qu’on s’accorde généralement à dire que c’était un ouvrage de l'anticolonialisme, n’est pas sans équivoque sur ce point. Elle contient des condamnations vigoureuses de l’esclavage, mais aussi des portraits racistes des indigènes et des discussions pragmatiques sur la valeur économique des esclaves. En effet, l’érudite Jenny Mander a soutenu que « c’est un fait inconfortable que l’épanouissement de l’époque des Lumières a coïncidé avec le sommet du système de la plantation et le trait des esclaves ».

## Acteurs et portée

### Philosophes des Lumières

#### Portraits

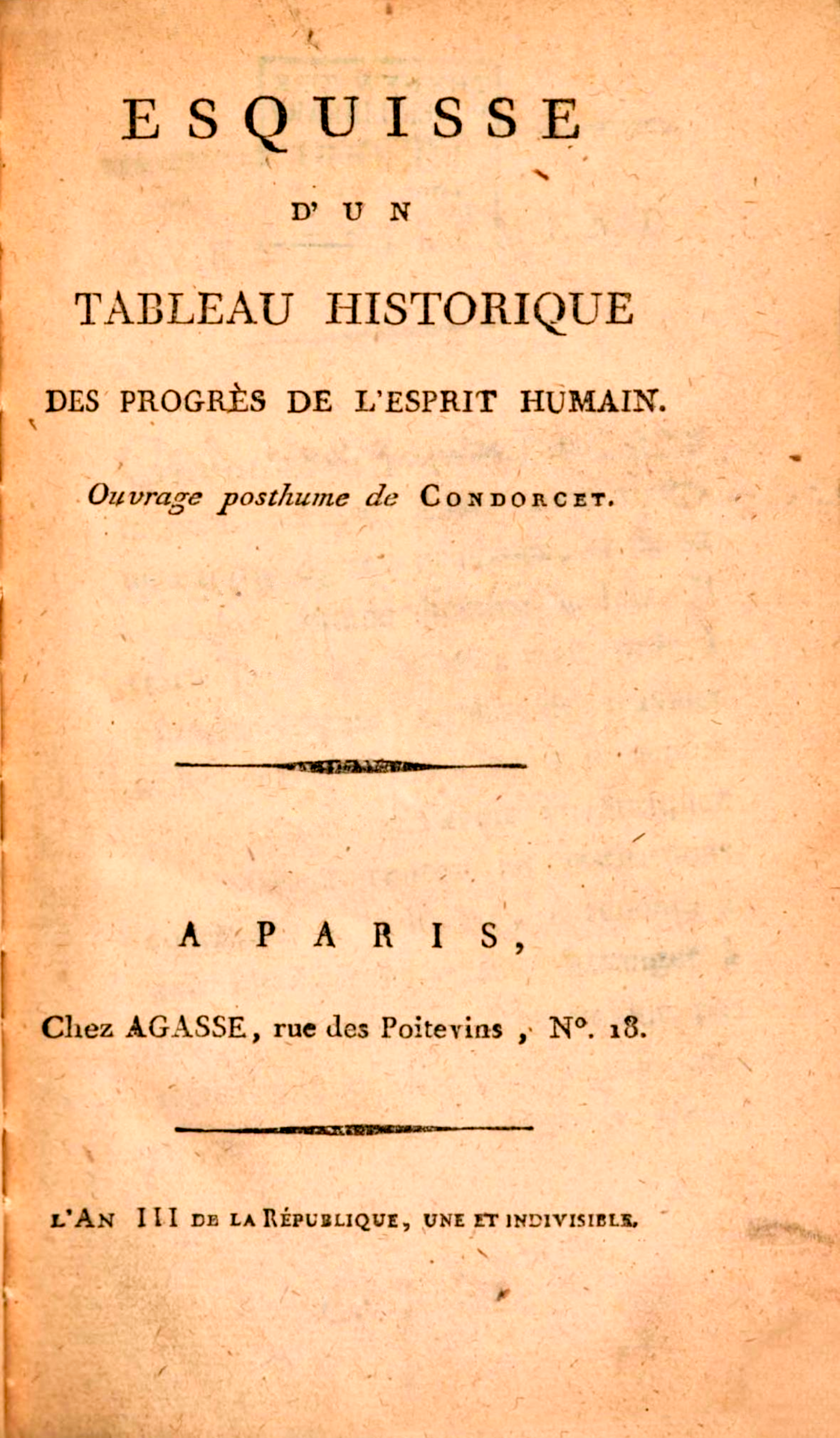
Nicolas de Condorcet, Esquisse d'un tableau historique des progrès de l'esprit humain, 1795.

Les humanistes de la Renaissance et les philosophes des Lumières s’intéressent à divers domaines. L’Américain Thomas Jefferson avait reçu une formation juridique mais pratiquait également l’archéologie et l’architecture. Benjamin Franklin eut une carrière de diplomate et de physicien. Condorcet écrivit sur des sujets aussi différents que le commerce, les finances, l’éducation ou la science.

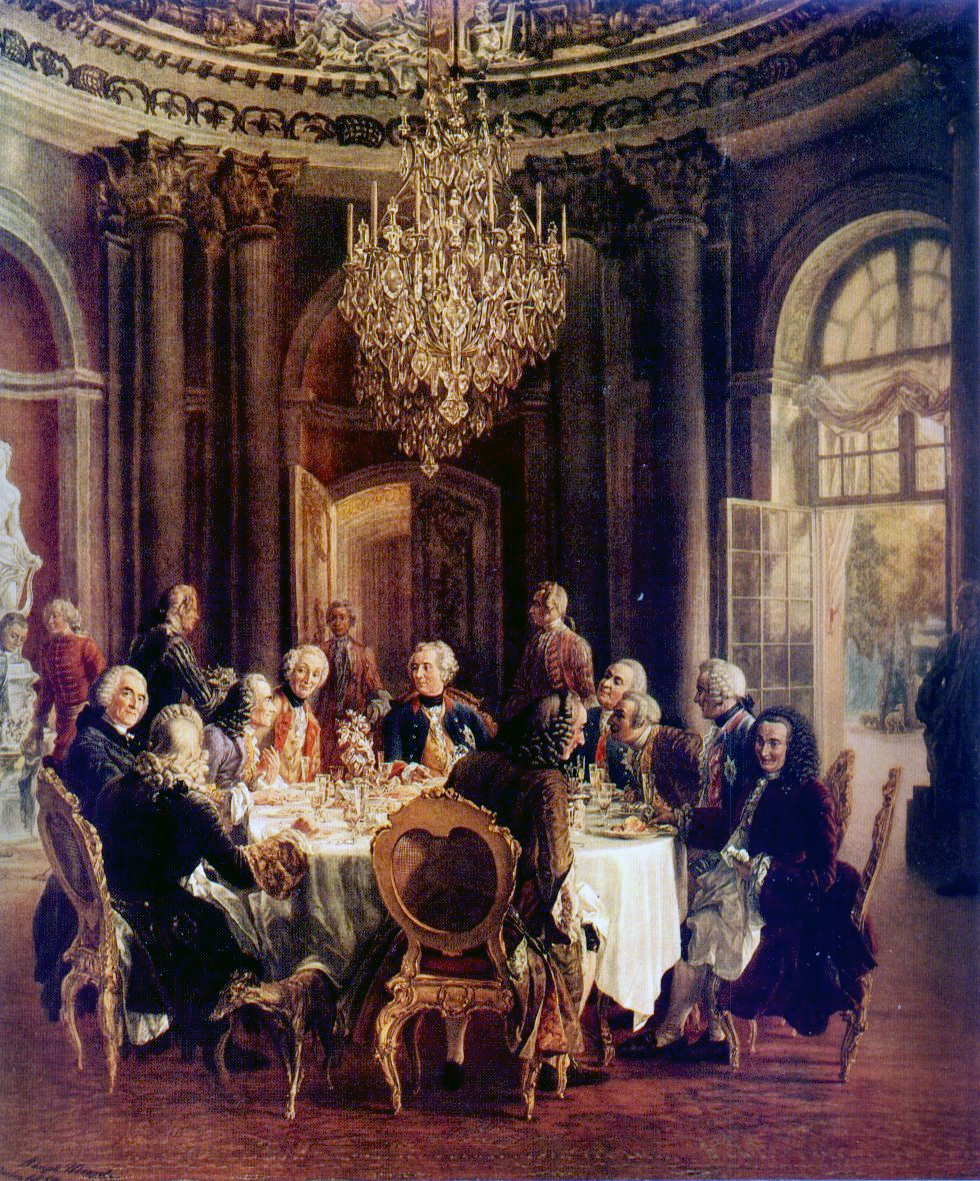
La cour de Frédéric II de Prusse avec le philosophe Voltaire.

Les origines sociales des philosophes sont diverses : beaucoup sont issus de familles bourgeoises (Voltaire, Thomas Jefferson), d’autres de milieux plus modestes (Emmanuel Kant, Benjamin Franklin, Denis Diderot) ou encore de la noblesse (Montesquieu, Condorcet). Un certain nombre d’entre eux avaient reçu une éducation religieuse (Denis Diderot, Louis de Jaucourt) ou une formation juridique (Montesquieu, Thomas Jefferson).
Les philosophes constituaient des réseaux et communiquaient par lettres. On connaît la correspondance violente entre Rousseau et Voltaire. Les grands esprits du XVIIIe siècle se rencontraient et discutaient dans les salons, les cafés ou les académies. Les penseurs et les savants formaient une communauté internationale. Benjamin Franklin, Thomas Jefferson, Adam Smith, Hume ou Galiani séjournèrent plusieurs années en France.
Parce qu’ils critiquaient l’ordre établi, les philosophes étaient poursuivis par les autorités et devaient recourir à des subterfuges pour éviter la prison. François-Marie Arouet prit le pseudonyme de Voltaire. Thomas Jefferson rédigea en 1774 un rapport destiné aux délégués de Virginie du Premier Congrès continental, qui se réunissait pour discuter des griefs des colonies à l’égard de la Grande-Bretagne. En raison du contenu du texte, il fut contraint de le publier anonymement. La Lettre sur les aveugles à l'usage de ceux qui voient valut à Denis Diderot d’être emprisonné au fort de Vincennes pour sa remise en cause de la religion. Accusé d’avoir rédigé des pamphlets contre le régent Philippe III d’Orléans, Voltaire fut emprisonné à la Bastille. Montesquieu publia de façon anonyme les Lettres persanes en 1721 en Hollande. De 1728 à 1734, il visita plusieurs pays d’Europe.
Face à la censure et aux difficultés financières, les philosophes recouraient souvent à la protection d’aristocrates et de mécènes : Malesherbes et la marquise de Pompadour, favorite de Louis XV, soutinrent ainsi Diderot. Marie-Thérèse Geoffrin (1699-1777) subventionna une partie de la publication de l’Encyclopédie. Elle organisait un salon bi-hebdomadaire, recevant des artistes, des savants, des gens de lettres et des philosophes, de 1749 à 1777. L’autre grand salon de l’époque des Lumières était celui de Claudine de Tencin. Dans les années 1720, Voltaire dut s’exiler en Angleterre où il s’enquit des idées de John Locke.
Les philosophes luttaient généralement moins contre le pouvoir royal que contre l’hégémonie ecclésiastique et nobiliaire : dans sa défense de Jean Calas, Voltaire défendait ainsi la justice royale contre les excès d’une justice provinciale jugée plus fanatique. Bien des monarques européens — Charles III d'Espagne, Marie-Thérèse et Joseph II d’Autriche, Catherine II de Russie, Gustave III de Suède — lisaient et appréciaient les philosophes. Comme Voltaire, qui fut accueilli à la cour de Frédéric II de Prusse ou Diderot, qui fut accueilli à la cour de Catherine II, les philosophes comme d’Holbach se montraient favorables au despotisme éclairé dans l’espérance de voir leurs idées se répandre le plus rapidement possible en touchant directement à la tête de l’État. La suite des événements devait montrer aux philosophes les limites de leurs ambitions chez des souverains « plus despotes qu’éclairés ». Seul Rousseau revendiqua avec constance l’égalité politique, qui devint par la suite un idéal révolutionnaire.

#### Représentants des Lumières
France : Pierre Bayle, Émilie du Châtelet, Étienne Bonnot de Condillac, Nicolas de Condorcet, Denis Diderot, D'Alembert, Olympe de Gouges, Vincent de Gournay, D'Holbach, Fontenelle, Claude-Adrien Helvétius, Marquis de La Fayette, Antoine Laurent de Lavoisier, La Mettrie, Louis de Jaucourt, Choderlos de Laclos, Marquis de Sade, Marivaux, Jean-François Marmontel, Pierre Louis Moreau de Maupertuis, Montesquieu, François Quesnay, Restif de la Bretonne, Antoine Destutt de Tracy, Anne Robert Jacques Turgot, Voltaire, Buffon.
Angleterre : Anthony Collins, John Locke, Edward Gibbon, William Godwin, Henri Saint Jean de Bolingbroke, Samuel Johnson, James Oglethorpe, William Paley, Joseph Priestley, William Wilberforce, Mary Wollstonecraft.
Écosse : James Boswell, David Hume, Francis Hutcheson, James Burnett, Lord Monboddo, Adam Smith, James Watt[réf. nécessaire].
Irlande : George Berkeley, Richard Cantillon, John Toland.
Allemagne : Johann Joachim Christoph Bode, Friedrich Heinrich Jacobi, Johann Gottlieb Fichte, Johann Gottfried von Herder, Emmanuel Kant, Gotthold Ephraim Lessing, Moses Mendelssohn, Friedrich Nicolai, Leibniz, Friedrich Melchior Grimm, Karl Leonhard Reinhold, Johann Wolfgang von Goethe
Pologne : Hugo Kołłątaj, Jean Potocki, Ignacy Krasicki.
Portugal : Marquis de Pombal, Luis Antonio Verney, António Nunes Ribeiro Sanches, Francisco de Oliveira, Duarte Ribeiro de Macedo, Matias Aires Ramos da Silva Eça.
États-Unis : John Adams, Samuel Adams, Benjamin Franklin, Alexander Hamilton, John Jay, Thomas Jefferson, James Madison, Thomas Paine, George Washington.
Italie : Cesare Beccaria, Ferdinando Galiani, Mario Pagano, Giambattista Vico, Pietro Verri, Alessandro Verri, Antonio Genovesi, Carlo Goldoni, Giuseppe Parini, Gaetano Filangieri
Espagne : Leandro Fernández de Moratín, Gaspar Melchor de Jovellanos, Antonio José Cavanilles, Lorenzo Hervás y Panduro, Benito Jerónimo Feijoo, Pedro Rodríguez de Campomanes, José Celestino Mutis
Russie : Nikolaï Novikov, Mikhaïl Lomonossov
Roumanie : Ion Budai-Deleanu, Ienăchiţă Văcărescu, Anton Pann, Samuil Micu, Gheorghe Șincai
Suisse (Genève) : Jean-Jacques Rousseau

### Diffusion des Lumières
Les progrès de l’alphabétisation et de la lecture permettent le développement de ce qu’on a appelé un « espace public », les débats intellectuels et politiques dépassent le cercle restreint de l’administration et des élites, impliquant progressivement des secteurs plus larges de la société.

#### Encyclopédie

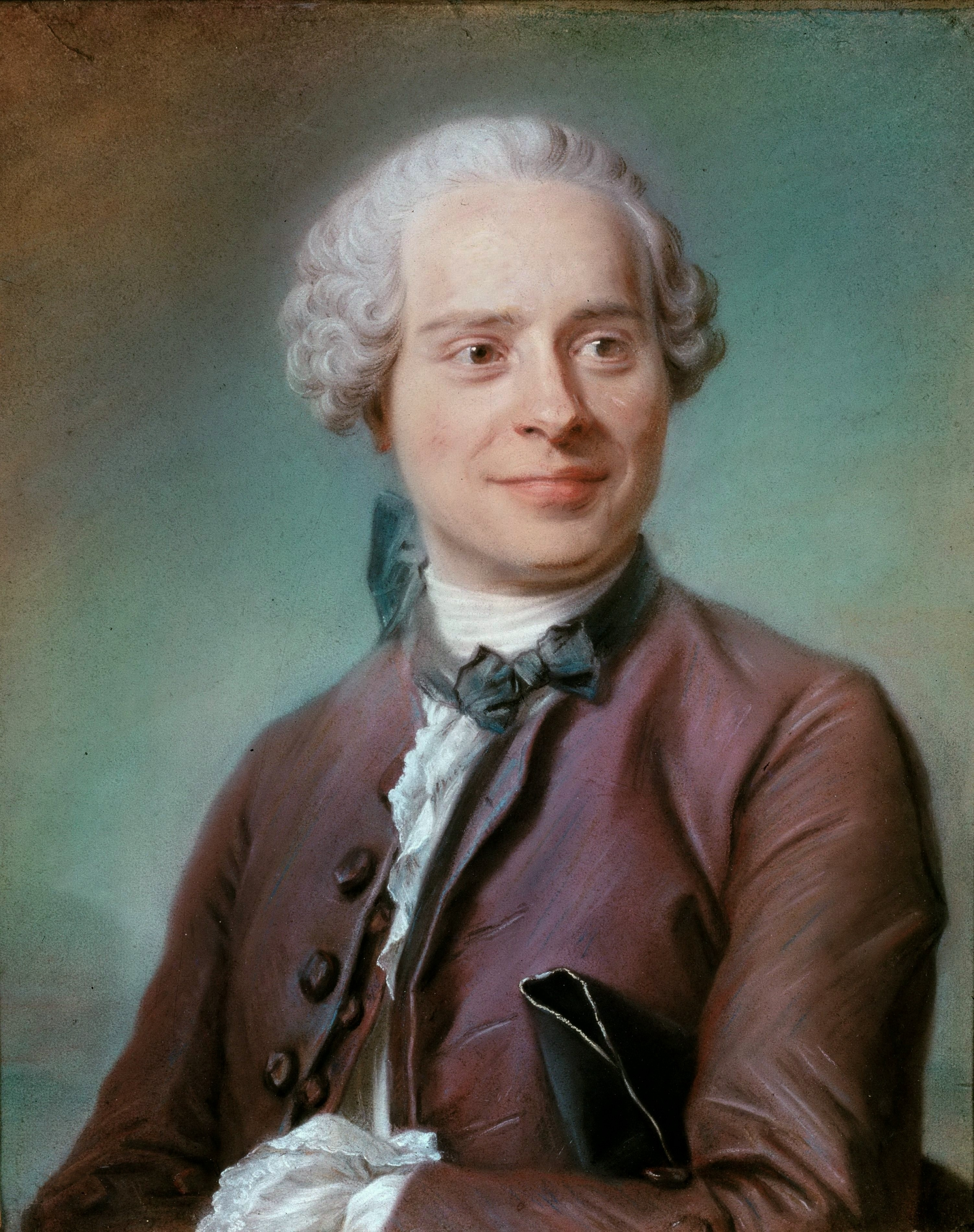
Jean le Rond d’Alembert.

Un second changement important dans le mouvement des Lumières par rapport au siècle précédent trouve son origine en France, avec les Encyclopédistes. Ce mouvement intellectuel défend l’idée qu’il existe une architecture scientifique et morale du savoir, une structure prévalente et ordonnée, et que sa réalisation est un moyen de libération de l’homme. Denis Diderot et D’Alembert publient à partir de 1751 l’Encyclopédie ou Dictionnaire raisonné des sciences, des arts et des métiers.
Le processus de diffusion des idées nouvelles se trouva amplifié par le progrès des techniques de diffusion de l’information. Les passages de l’Encyclopédie sont lus par les nobles, les ducs et les bourgeois dans des salons, les personnes présentes donnent leur avis sur les écrits des philosophes. Les journaux et la correspondance permettent des échanges plus rapides dans toute l’Europe, réalisant une nouvelle forme d’unité culturelle. Ceci ne fut pas sans poser des questions sur la liberté d’accès et de diffusion de ces informations. On connaît le rôle joué par la presse dans la diffusion des idées, pendant la Révolution française notamment.

#### Salons et cafés

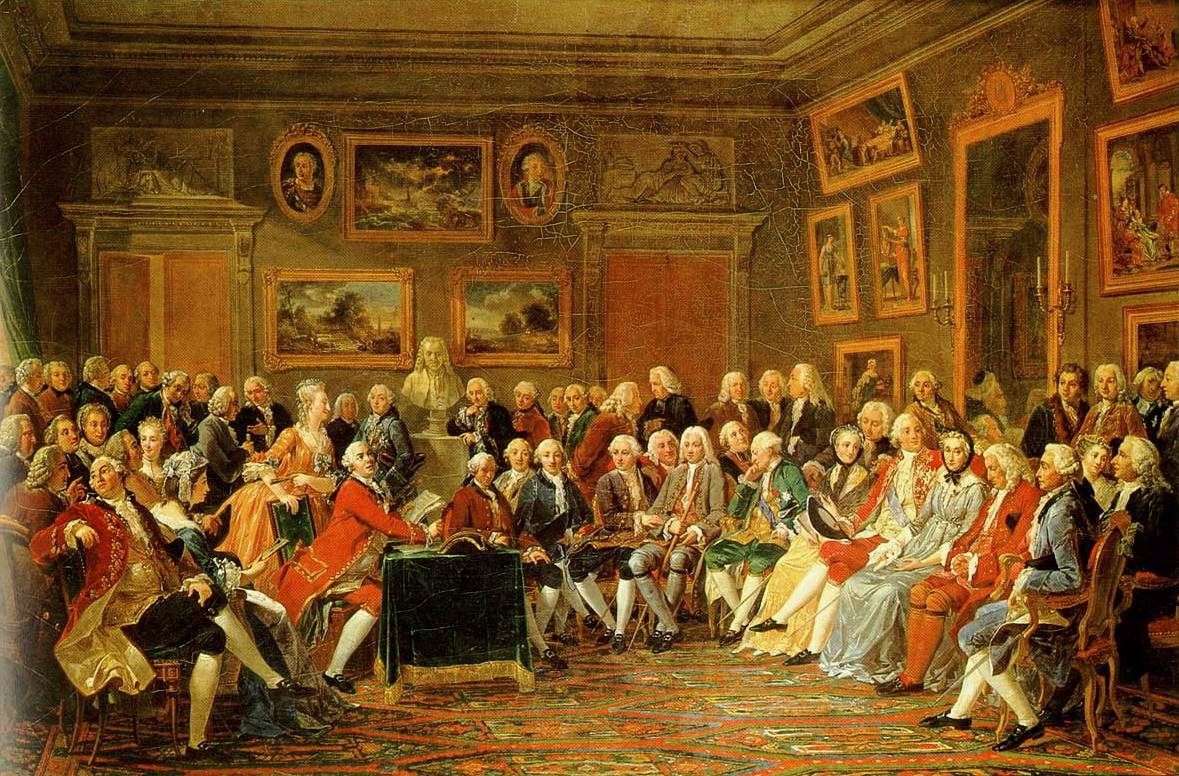
Lecture de la tragédie de L'Orphelin de la Chine de Voltaire dans le salon de Madame Geoffrin de Gabriel Lemonnier

Ce sont d’abord les cafés, où on lit et on débat, comme le café Procope à Paris, qui sont le rendez-vous nocturne des jeunes poètes ou des critiques qui discutent passionnément des derniers succès de théâtre ou de librairie.
Mais ce sont surtout les salons mondains, ouverts par tous ceux qui ont quelque ambition, ne serait-ce que celle de paraître. Ils sont caractérisés par la mixité intellectuelle ; les gens s’y expriment, y trouvent une occasion de satisfaire leur soif de savoir et y entretiennent leur vision du monde. Mais il faut y être introduit. Les grandes dames reçoivent artistes, savants et philosophes. Chaque hôtesse a son jour, sa spécialité et ses invités de marque. Le modèle est l’hôtel de Madame de Lambert, au début du siècle.
Les gens de talent s’y retrouvent régulièrement pour confronter leurs idées ou tester sur un public privilégié leurs derniers vers. Mondaines et cultivées, les créatrices de ces salons animent les soirées, encouragent les timides et coupent court aux disputes. Ces fortes personnalités, très libres par rapport à leurs consœurs, sont souvent elles-mêmes écrivaines et épistolières.
La mixité est particulièrement réussie en France, au XVIIIe, dans ces « États Généraux de l’esprit humain » où s’épanouit la philosophie des Lumières. Des femmes cultivées, intelligentes y sont de véritables partenaires avec qui on peut remettre en question des idées religieuses, politiques, scientifiques, qui sont capables de donner un élan aux débats ; on peut citer par exemple l’intervention d’Anne Dacier dans la querelle des Anciens et des Modernes et les œuvres d’Émilie du Châtelet.

#### Académies, bibliothèques et loges

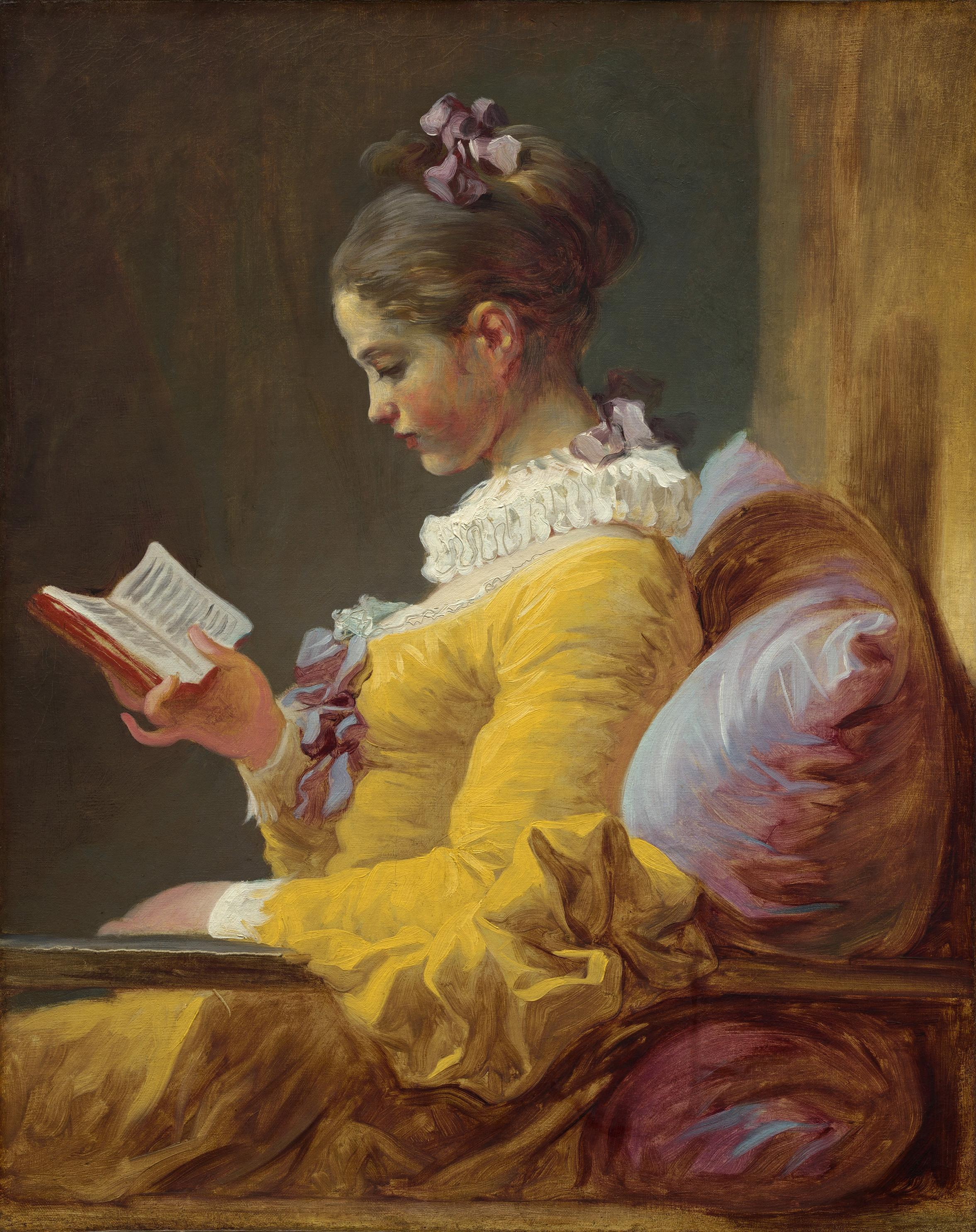
La Lecture de Fragonard

Les Académies étaient des sociétés savantes qui se réunissaient pour s’occuper de Belles-lettres et de sciences et contribuer à la diffusion du savoir. En France, après les fondations monarchiques du XVIIe siècle (Académie française, 1634 ; Académie des inscriptions et belles-lettres, 1663 ; Académie royale des sciences, 1666 ; Académie royale d'architecture, 1671), naissent encore, à Paris, l’Académie royale de chirurgie (1731) et la Société royale de médecine (1776). Le clergé et, dans une moindre mesure, la noblesse y prédominent.
Ces sociétés provinciales regroupent les représentants de l’élite intellectuelle des villes françaises. Leur composition sociale révèle que les privilégiés y occupent une place moindre qu’à Paris : 37 % de nobles, 20 % de gens d’Église. Les roturiers constituent 43 % des effectifs : c’est l’élite des possédants tranquilles qui siège là. Marchands et manufacturiers sont peu présents (4 %).
Voisines des Académies, souvent peuplées des mêmes hommes avides de savoir, les bibliothèques publiques et chambres de lecture se sont multipliées, fondées par de riches particuliers ou à partir de souscriptions publiques. Elles collectionnent les travaux scientifiques, les gros dictionnaires, offrent une salle de lecture et, à côté, une salle de conversation.
Toutes ces sociétés de pensée fonctionnent comme des salons ouverts et forment entre elles des réseaux provinciaux, nationaux, européens, échangeant livres et correspondance, accueillant les étrangers éclairés, lançant des programmes de réflexion, des concours de recherche. On y parle physique, chimie, minéralogie, agronomie, démographie. Dans les Treize colonies britanniques en Amérique du Nord, James Bowdoin (1726-1790), John Adams (1735-1826) et John Hancock (1737-1793) fondent l’American Academy of Arts and Sciences à Boston durant la Guerre d'indépendance des États-Unis. En 1743, Benjamin Franklin fonde la Société philosophique américaine. Au début du XIXe siècle, Thomas Jefferson avait l’une des plus riches bibliothèques privées du pays. Parmi les réseaux éclairés, le plus développé est celui de la franc-maçonnerie, quoique réservé aux couches supérieures.
Née en Angleterre et en Écosse, la franc-maçonnerie, groupement à vocation humaniste et initiatique, concentre tous les caractères des Lumières : elle est théiste, tolérante, libérale, humaniste, sentimentale. Elle connaît un succès foudroyant dans toute l’Europe où l’on compte des milliers de loges en 1789. Les milieux civils, militaires et même religieux, liés aux appareils d’État, sont tout particulièrement gagnés. Ni anticléricales (elles le seront au XIXe siècle) ni révolutionnaires, les loges ont contribué à répandre les idées philosophiques et l’esprit de réforme dans les lieux politiquement stratégiques. La discussion intellectuelle l’emporte sur le caractère ésotérique ou sectaire. Surtout, les élites y font, plus encore que dans les Académies, l’apprentissage du primat de l’égalité des talents sur les privilèges de la naissance.

#### Marchands ambulants et presse
La diffusion des idées des Lumières est également permise grâce aux différents marchands ambulants. En effet, ces derniers, allant de province en province, colportaient les informations et, par extension, apportaient les idées aux analphabètes.
La presse a facilité la diffusion des textes philosophiques (notamment l’Encyclopédie de Diderot et d’Alembert), et a déclenché les processus de la réflexion chez le peuple. La presse contribue enfin à la constitution de l’opinion publique, malgré la censure, toujours active. Le Journal des Sçavans, le Mercure de France, les périodiques économiques comme les Éphémérides du citoyen rédigées par Nicolas Baudeau du parti des Économistes (parti des philosophes politiques ou les Physiocrates comme aussi François Quesnay), sont en fait plutôt ce que nous appellerions des revues. Par le recensement d’ouvrages et par les abonnements collectifs des sociétés de pensée, un public éloigné des centres de création peut prendre connaissance des idées et des débats, des découvertes du mois, sinon du jour.

### Influence de la Philosophie des Lumières dans les changements politiques
Dès la fin du XVIIe siècle, John Locke avait défini la séparation des pouvoirs entre l’exécutif et le législatif. Montesquieu reprit l’idée de séparation des pouvoirs et l’étendit à un troisième pouvoir, le pouvoir judiciaire dans De l'esprit des lois (1748).
Dans les années 1750, on tenta, en Angleterre, en Autriche, en Prusse et en France, de « rationaliser » les monarchies et leurs lois.
L’idée lumineuse d’un gouvernement « rationnel » s’incarna dans la Déclaration d’Indépendance américaine et, dans une moindre mesure, dans le programme des Jacobins au cours de la Révolution française. On peut citer également la Constitution américaine de 1787.

#### Influence des Lumières sur la Révolution américaine

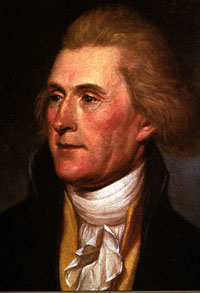
Thomas Jefferson, rédacteur de la Déclaration d'Indépendance des États-Unis.

Cultivé et instruit, Thomas Jefferson, planteur originaire de Virginie, est très marqué par le philosophe anglais John Locke et par Jean-Jacques Rousseau. Il préside à l’élaboration de la Constitution de Virginie au début de 1776, et en reprend certaines dispositions lorsqu’il procède à la rédaction de la déclaration d'indépendance des États-Unis, proclamée le 4 juillet 1776 au congrès de Philadelphie. Il a l’occasion de rencontrer les personnalités des Lumières lors de son séjour en Europe. Arrivé au cours de l’été 1784, il succède à Benjamin Franklin comme ambassadeur des États-Unis et fréquente les salons littéraires et les libraires de la capitale.
L’influence de la philosophie des Lumières transparaît ainsi nettement dans la Déclaration d'indépendance des États-Unis, qui proclame que les hommes ont été créés égaux en droit et qu'ils peuvent s’opposer à la tyrannie. La Constitution des États-Unis d'Amérique (1787) reprend les principes de Montesquieu de la séparation des pouvoirs législatif, exécutif et judiciaire, qui forment la base de toute démocratie.

#### Influence des Lumières sur la Révolution française
À mesure que se développe l’esprit philosophique, dans les salons, les cafés ou les clubs, l’autorité monarchique se délite, sapée tant par l’opposition aristocratique que par des tentatives de réformes sans lendemain.
Pendant la période révolutionnaire, les idées des philosophes inspirent les débats politiques. La plupart des députés de l’Assemblée nationale sont des bourgeois cultivés qui se sont nourris des valeurs de liberté et d’égalité. Par exemple, Robespierre est un rousseauiste convaincu. Pourtant, la plupart des philosophes français sont morts avant d’avoir vu l’œuvre de la Révolution française, sauf Condorcet, Louis Sébastien Mercier et l'abbé Raynal. Les deux premiers, proches des Girondins en l'an II, connaîtront des déboires avec la Révolution. Seul le troisième ne sera jamais inquiété et aura même droit à un buste après sa mort en 1796 en hommage à ses écrits contre l'esclavage des Noirs, aboli le 16 pluviôse an II. Il était par ailleurs l'oncle d'un conventionnel régicide, Simon Camboulas.
La Révolution française en particulier représente une application violente de la philosophie des Lumières, notamment lors de la brève période de pouvoir des Jacobins. Le désir de rationalité révolutionnaire se coupe du rationalisme dit « spirituel » de Descartes, jusqu'à conduire à une tentative d’éradiquer l’Église et le christianisme dans son ensemble. Ainsi, la Convention nationale change le calendrier, système de mesure du temps, et le système monétaire, tout en plaçant l’idée d’égalité, sociale et économique, au plus haut point des priorités de l’État.

## Perception de la philosophie des Lumières duXVIIIesiècleà nos jours
Au moment de son élaboration, la philosophie des Lumières n'a pas été partagée par toute la société. Certains groupes s'y sont opposés : apologistes (jansénistes et jésuites), gens de lettre, adversaires littéraires des encyclopédistes (voir article Contre-Lumières).
Par la suite, certains courants de pensée ont émis des critiques vis-à-vis de la philosophie des Lumières : les romantiques, les nationalistes, les antilibéraux, les néoconservateurs (voir article Critique des Lumières).
Depuis son apparition au XVIIIe siècle, les principaux héritages des Lumières (démocratie, droits de l'homme) ont fini par s'imposer dans le monde occidental, et même dans une majorité de pays sur la planète, de sorte que la perception des Lumières est globalement positive.
Certains penseurs ne partagent cependant pas cet optimisme, concernant les conséquences de la philosophie des Lumières sur nos modes de vie et ce que cela induit sur le plan de la crise écologique. Notamment, le théologien orthodoxe Jean-Claude Larchet voit dans la philosophie des Lumières, après l'humanisme, l'individualisme, le rationalisme déjà apparus à la Renaissance, un des fondements spirituels de la crise écologique. Selon ce penseur, qui appuie son argumentation sur une étude approfondie des écrits des Pères de l'Église (en particulier saint Maxime le Confesseur), les éléments suivants ont conduit à la situation de crise que nous connaissons aujourd'hui :
- la conception de Dieu qui subsiste chez certains philosophes théistes est celle d'un Dieu abstrait et lointain ; la religion n'est plus vue comme ce qui relie, mais comme un ensemble de superstitions à combattre et à détruire ;
- l'athéisme est souvent donné en exemple (Diderot) et sert de base au naturalisme et au matérialisme ;
- l'homme est affirmé comme un centre de référence absolu, contre Dieu ;
- la raison est affirmée comme la source de connaissance de référence ;
- l'individu est affirmé contre la communauté.

Toujours selon Jean-Claude Larchet, la rationalisation de la perception du monde réalisée par les Lumières n'est plus compensée par l'esprit (ou intellect) dans une approche contemplative des êtres ouverte à la transcendance et au sens du symbole, mais par le sentiment, ouvrant la voie au siècle suivant, sous une forme exacerbée, au romantisme.

## Lumières de la pensée juridique
Le concept de Lumières de la pensée juridique, définit la conjonction de quatre transformations de la société qui engendre un changement significatif de la pensée juridique. Les Lumières philosophiques, les avancées techniques (en particulier le développement de l'imprimerie), un climat économique favorable, les changements politiques rendent possible la codification du droit. Ce phénomène est directement lié à l'émergence de l'État-nation. L'État, dans la personne du souverain devient l'unique source de droit. Cet élargissement des prérogatives royales s'accompagnent de la nécessité de codifier le droit afin d'en garantir la sécurité. Les Lumières sont toutefois marquées par les résistances à la codification et l'échec des projets de code civil. Ce n'est qu'au XIXe siècle que les idées imaginées durant les Lumières de la pensée juridique se réalisent et que les sociétés européennes deviennent civilistes.